# Medicina estètica
La medicina estètica són un conjunt de tècniques destinades a millorar totalment o parcialment els aspectes que el mateix pacient jutja com no estètics així com els estats de disconformitat general, els quals, són conseqüència de l'envelliment fisiològic. L'objectiu és el manteniment, la promoció i restauració de la bellesa per tal de millorar la qualitat de vida. Els procediments que s'utilitzen són pràctiques mèdiques de petit intervencionisme a escala ambulatòria en què es fa servir anestesia tòpica o local. És considerada també medicina preventiva, ja que, un aspecte estètic adequat és beneficiós per al pacient perquè augmenta el benestar i millora la salut general.
A diferència de la cirurgia estètica, no s'utilitzen tècniques de cirurgia major, no requereix anestèsia general, no requereix ingrés hospitalari i no entra dins de la cartera de serveis del sistema nacional de salut.
Els centres de medicina estètica tindran a disposició unitats assistencials en les quals un metge és el responsable de realitzar els tractaments no quirúrgics.
La cartera de serveis de medicina estètica son:
- Medicina estètica corporal
- Medicina estètica facial
- Medicina estètica de pell i annexos
- Medicina estètica vascular
- Medicina estètica de l'envelliment
- Medicina estètica en ginecologia
- Medicina estètica en oncologia
- Medicina estètica en cirurgia plàstica
- Medicina estètica i estils de vida

## Estadístiques
A tot el món, es van realitzar 20 milions de procediments estètics entre els anys 2014 i 2015. La cirurgia cosmètica és un gran impulsor del turisme sanitari. El febrer de 2018 el president de l'Associació Britànica de Cirurgians Plàstics Estètics (BAAPS) va dir que s’hi havia operat a persones que no eren aptes per a la cirurgia, que professionals sense escrúpols havien posat en perill la salut d’aquestes persones per tal de beneficiar-se i que les despeses de correcció per a més de 1000 pacients a l’any requeia sobre el Servei Nacional de Salut britànic (NHS).
Els països que van realitzar més procediments estètics l'any 2014 van ser
Als EUA s’hi van realitzar més d’onze milions de procediments estètics entre el 2012 i el 2013, dels quals el 83.5% van ser no quirúrgics.
Al Regne Unit s’hi van realitzar 50.000 procediments de cirurgia estètica entre el 2013 i el 2014.
Els procediments estètics quirúrgics representen el 10% dels procediments estètics al Regne Unit, i les tècniques no quirúrgiques constitueixen el 90% restant.
Als EUA, els 5 principals procediments estètics quirúrgics van ser 
1) Liposucció
2) Augment de pit 
3) Blefaroplàstia 
4) Abdominoplàstia 
5) Rinoplàstia
Als EUA, els 5 principals procediments estètics no quirúrgics van ser 
1) Toxina botulínica 
2) Àcid hialurònic 
3) Depilació làser 
4) Microdermoabrasió 
5) Fotorejoveniment
A Corea del Sud es van realitzar més de 980.000 procediments estètics entre el 2014 i el 2015.
A Corea del Sud, els 5 principals procediments estètics quirúrgics van ser 
1) Blefaroplàstia 
2) Rinoplàstia
3) Empelt de greix 
4) Ritidectomia
5) Trasplantament capil·lar

## Indicacions
La medicina estètica s'especialitza en l'alteració de l'aparença estètica. Té diverses aplicacions per a problemes dermatològics i quirúrgics. Inclou indicacions relacionades amb minimitzar els signes d’envelliment com ara la laxitud de la pell, les arrugues i les taques cutànies. La medicina estètica també té un paper important en el tractament de l'excés de greix, la cel·lulitis i l'obesitat. Les teràpies amb tecnologia làser es poden recomanar pel tractament de cicatrius, pèl no desitjat, descoloriment de la pell i d'aranyes vasculars. És important que un metge avaluï l'estat general de salut per assegurar-se que el símptoma tractat (per exemple, l'augment de pes i pèl excessiu) no és un signe d'una afecció mèdica subjacent (com l'hipotiroïdisme) que s'ha d'estabilitzar amb teràpies mèdiques.
És també molt important que el metge estètic estigui obert a l'hora de proporcionar un enfocament d'equip per als procediments estètics facials mínimament invasius.

## Professions de la medicina estètica
Es pot accedir a una carrera en medicina estètica des d'una sèrie de professions. Sovint és necessari un enfocament multidisciplinari o d'equip per abordar adequadament una necessitat estètica. Per dur a terme certs procediments, cal ser cirurgià, metge (dermatòleg, cirurgià plàstic, cirurgià especialista en otorrinolaringologia o cirurgià oculoplàstic), cirurgià maxil·lofacial o dentista estètic. No obstant això, molts dels procediments es duen a terme de manera rutinària per personal format com metges estètics o infermeres d'estètica facial. Per exemple, un metge estètic pot realitzar pílings químics progressius. La medicina estètica requereix una formació i una certificació especialitza a més del títol d'infermer o d'esteticista. Els assessors, psicòlegs o psiquiatres poden ajudar a les persones a determinar si les seves raons per seguir procediments estètics són saludables i ajudar a identificar trastorns psiquiàtrics com menjar compulsivament, l'anorèxia i el trastorn dismòrfic corporal. Els cirurgians reconstructius poden ajudar a corregir l'aparença després d'accidents, cremades, cirurgia oncològica (com ara una reconstrucció de pit després d'una mastectomia per càncer), o per deformitats congènites com la correcció del llavi leporí. Els ortodontistes treballen per millorar l'alineació de les dents, en part sovint per raons estètiques, i els cirurgians orals i maxil·lofacials poden realitzar cirurgia facial cosmètica i corregir deformitats de la boca i mandíbula. Tant als ortodontistes com als cirurgians maxil·lofacials els poden ajudar tècnics dentals.